# Augustin Kontchou Kouomegni
Pour les articles homonymes, voir Kontchou.
Augustin Kontchou Komegni est un homme politique, professeur d'université et ancien ministre d'État au Cameroun.

## Biographie

### Enfance et débuts
Né à Nkongsamba en 1945, Augustin Kontchou est le fils d'Isidore Kouomegni et d'Émilienne Nouwaing, originaires de Baham, dans le département des Hauts-Plateaux. Il fait ses études primaires à Bana où, en 1959, il obtient le CEPE. Ses études secondaires qui se déroulent au lycée de Nkongsamba sont sanctionnées par le BEPC en 1963 et le baccalauréat en 1966. 
Il poursuit ses études supérieures à l’université de Yaoundé, où il obtient une licence en droit public en 1969, puis en France, où il obtient un DES en droit public à l’université Paris-II en 1970, puis, à l'université Panthéon-Sorbonne, où il décroche un DES en sciences politiques en 1971 et un doctorat d'État en sciences politiques en 1974.

### Carrière
Le 2 mai 1974, il est recruté comme chargé de cours délégué à la faculté de droit et de sciences économiques de l'université de Yaoundé. Puis de 1975 à 1976, il est chargé de cours stagiaire dans la même faculté. De 1976 à 1982, il est chargé de cours. Entre-temps, il est reçu au concours d’agrégation de science politique en 1981 en France. De 1982 à 1989, il occupe le grade de maître de conférences agrégé de science politique.
Il occupe ensuite plusieurs postes au Cameroun : secrétaire général de la Fédération nationale des étudiants camerounais (1968 – 1969), chargé de mission dans les services du Premier ministre (24 février 1983 – 1984), directeur de l'École des cadres du RDPC (1989–1990), ministre de l'Information et de la Culture (7 septembre 1990 – 9 avril 1992), ministre d'État chargé de la Communication (27 novembre 1992 – 7 décembre 1997) et ministre d'État chargé des Relations extérieures (7 décembre 1997 – 27 avril 2001). En tant que ministre d'État chargé de la Communication, il est également porte-parole du gouvernement, pendant la période de contestation qui suit l'élection présidentielle du 11 octobre 1992.
Membre titulaire du Comité central du RDPC depuis 1996, il est l'auteur du livre Le système diplomatique africain.
En mars 2018, il est victime d'un accident de la circulation. Mis au soins par l'une de ses compagnes - Françoise Puéné - il en garde des séquelles.